# Requiem (glasbena skupina)
Requiem je ljubljanska hard rock/heavy metal skupina, ki je nastala leta 1993. 

## 1993 - 1996
Skupina Requiem je nastala 15.novembra 1993 v Ljubljani. Zbrali so se Marko Slokar, kitarist, pevec Primož Romšak, bas kitarist Bojan Škrlj, bobnar Boris Poropat in kitarist Simon Bajec, ki je umrl leta 1994, zato ga je nadomestil Marc Kavaš. V juniju leta 1994 se je skupina odpravila v studio Rose, kjer je posnela tri pesmi. Od teh posnetkov se je skladba Amsterdam povzpela na lestvice radijskih postaj v Sloveniji, nato pa so posneli še videospot za to skladbo. Spot so premierno predvajali na nacionalni TV  februarja 1995 in se je tam obdržala na samem vrhu do maja 1995.
Avgusta 1995 je skupina v studiu Alex posnela preostali material za CD ploščo MCMXCV,X, ki je skupaj z videospotom za skladbo Stare device izšla v oktobru 1995. Videospot s težkimi motorji je postal uspešnica skupine - 1500 izvodov plošče je bilo kmalu razprodanih.
Konec leta 1996 je bila v studiu Akademik v Ljubljani posneta druga plošča z naslovom Ogenj.
Skladba Ogenj je bila zmagovalna skladba po oceni strokovne žirije festivala Rock Boom Slovenije 1996. Takoj po izidu plošče se je skladba Ogenj pojavila na vseh lestvicah radijskih postaj v Sloveniji,  bila pa je tudi popevka tedna na valu 202, ter pesem tedna na radiu RGL. Za to skladbo je bil posnet tudi videospot.

## 1997 - 1999
Poleti 1997 je novi basist postal Aleksander Cepuš, z njim pa so začeli pripravljati material za novo ploščo. Zaradi preobilice Alexovih solo projektov se Requiem vendarle ni odločil zanj, zato je po dveh uspešnih koncertih z Alexom (kinodvorana Kamnik, november 1997 + koncert za Sobotno noč, TV SLO, januar 1998) februarja 1998 bas kitaro prevzel Sandi Ževart. Pred snemanjem koncerta za Sobotno noč se je Requiemu pridružil bobnar Damjan Brezovec. 
Bend je gostoval v televizijskih oddajah (Brez zapor, Nedeljsko popoldne, Petka, Zoom) in koncertiral po Sloveniji. V marcu leta 1999 so v studiu J&M Krajnik Škofja Loka posneli album  z naslovom III, ki je izšel novembra pri ZKP RTV SLO. Producent je bil Marko Slokar , koproducenta pa Matija in Jure Krajnik. Za skladbo Kaja so posneli tudi videospot, ki je bil dobro sprejet pri gledalcih v Sloveniji, v Videospotnicah pa se je osem tednov obdržal pretežno na četrtem mestu. Skupina je nastopila v Sarajevu, v dvorani Skenderija - skupaj z The Platters, Indexi itd.

## 2000 - 2003
V juniju leta 2000 je skupino zapustil pevec Primož Romšak. Nadomestil ga je Sergej Škofljanec. Po odhodu Sandija Ževarta se je pridružil Giovanni Kavaš na bas kitari in Requiem so se začeli pripravljati na snemanje albuma z naslovom Zadnja molitev.
Snemanje je potekalo v studiu J&M Krajnik v Škofji Loki v juliju in avgustu 2002. Producent in aranžer je bil pevec Sergej Škofljanec. V oktobru je managment skupine prevzela Rajka Meše. Zadnja molitev je bila pred uradnim izidom v omejeni količini dana v predprodajo v trgovino Rockerija v Ljubljani. Akcija je bila pospremljena s petimi jumbo plakati v Ljubljani .Plošča je izšla 16. januarja 2003 pri založbi Play Records, distribucijo pa je prevzela založba Multimedija. Izdelan je bil videospot za skladbo Mr.Twister, ki se ukvarja s problematiko pedofilije, s strani RTV SLO pa je bil spot zavrnjen kot tehnično neustrezen.
Plošča Zadnja molitev je bila poslana v tujino, kjer je doživela ugodne ocene in vzbudila je zanimanje medijev - revij in radijskih postaj. Na portalu www.strutter.8m.com je plošča dobila oceno 8,5/10, na www.heartoftherock.com pa 9,1/10 (objavljen je tudi intervju), Rock Express iz Beograda je plošči namenil oceno 9/10 in s tem še povečal interes medijev iz Nizozemske, Belgije, Velike Britanije, Nemčije, Japonske, Nove Zelandije, Italije, BIH, Jugoslavije. Na portalu www.la-nites.com je Requiem predstavljen v rubriki On the rise, obenem pa ta internetni radio vrti skladbe s plošče.
Po nekaj koncertih po Sloveniji se Requiem še drugič predstavijo v Sarajevu, kjer odigrajo del skladb z zadnjega albuma ter akustično verzijo skladbe Selma (Bijelo dugme), pred približno 3.000 gledalci in doživijo stoječe ovacije. Skladba Magic se pojavi na kompilaciji Allways On Rock nizozemske založbe AOR Heaven, obenem pa založba Target Records iz Nemčije odkupi določen kontigent plošč Zadnja molitev in jo ponudi v prodajo na svoji internetni strani.

## 2004 - 2009
V začetku leta 2004 Requiem nastopijo kot posebni gostje na koncertu nemških legend heavy metala Grave Digger v Ljubljani, nato skupaj z zasedbo Pomaranča na Velikem Ubeljskem konec junija, v juliju pa kot edini slovenski predstavnik še na festivalu Rock In Izola 2004 skupaj z Deep Purple, Status Quo in Cheap Trick. Konec novembra se skladba Magic pojavi še na eni kompilaciji, ki jo izda ena najbolj poslušanih internetnih radijskih postaj, Munich Hardest Hits.
V letu 2006 se Requiem zaradi smrti bobnarja Damjana Brezovca po nekaj manjših nastopih umaknejo s scene in ustavijo aktivnosti, leta 2009 pa zopet združijo moči ob 15-letnici ustvarjanja. Skupaj s Pomarančo nastopijo 7.3.2009 na koncertu v Postojni, posvečenem Damjanu Brezovcu, na bobnih jih spremlja Miha Nedoh ( Forgotten Eden, Lene Kosti), ki postane novi član banda. Avgusta 2009 skupina igra na Paranoid Open Air festivalu, kjer se poslovi od Marca in Giovannia Kavaša,ki se vrneta v matični band Lene Kosti, predstavi pa se nov kitarist Matjaž Marin. Bas kitaro prevzame Sergej Škofljanec.

## 2010 - 2011
V maju 2010 band predstavi nov single All Night Long v oddaji TLP na nacionalni televiziji.
7. junija 2010 nastopijo kot predskupina skupini Deep Purple v Križankah.
Aprila 2011, med snemanjem nove dvojne plošče, skupino zapusti Primož Romšak. Na mesto glavnega vokalista zopet vskoči Sergej Škofljanec, pri tem pa se sprosti prosto mesto basista, katerega prevzame izkušeni Martin Rozman ( ex Bad Nest, Kantor, Billisi).

## Diskografija
- MCMXCV,X (1995, samozaložba)
- Ogenj (1996, Dots Records)
- III (1999, ZKP)
- Zadnja molitev (2002, Play Records)
- Fallen angel (2012)

## Trenutna zasedba
- Marko Slokar : kitarist in vodja (1993-2006, 2009- )
- Jurij Egzi Čotar : pevec (2013- )
- Domen Lahajnar : solo kitarist (2015- )
- Matjaz Winkler Winko : bobnar (2015- )
- Jani Lah : baskitarist (2013- )

## Ostali člani
- Matjaž Marin: kitarist (2009/2012)
- Miha Nedoh: bobnar (2009/2012)
- Primož Romšak : pevec (1993/2000, 2009/2011)
- Sergej Škofljanec : pevec (2000-2006)
- Simon Bajec : solo kitarist (1993/†1994)
- Marc Kavaš : solo kitarist (1994/2006, 2009)
- Bojan Škrlj : baskitarist (1993/1997)
- Aleksander Cepuš : baskitarist (1997/1998)
- Sandi Ževart : baskitarist (1998/2000)
- Giovanni Kavaš : baskitarist (2000/2006,2009)
- Sergej Škofljanec : baskitarist (2009/2012)
- Boris Poropat : bobnar (1993/1997)
- Damjan Brezovec : bobnar (1997/†2006)